# Jan Pol (veterinär)
Jan-Harm Pol, född 4 september 1942, är en nederländsk-amerikansk veterinär känd för sin huvudroll i dokusåpan The Incredible Dr. Pol på Nat Geo Wild.

## Biografi
Jan-Harm Pol föddes den 4 september 1942 i Wateren i Drenthe i Nederländerna, där han växte upp på familjens mjölkgård. Pol träffade sin fru Diane Dalrymple då han var  utbytesstudent vid Mayville High School 1961.
1970 tog Pol examen i veterinärmedicin vid Utrecht University. Pol och hans fru Diane flyttade till Harbor Beach, Michigan, där Pol arbetade för en veterinärpraktik i 10 år och flyttade sedan till Weidman, Michigan, där han och hans fru startade sin egen mottagning, Pol Veterinary Services, 1981. Praktiken behandlar både stora och små djur. På grund av otillgängligheten av akutvårdsdjursjukhus på landsbygden där Pols mottagning finns, utgör nödsituationer en stor del av verksamheten.

## Privatliv
Pol är gift med Diane Pol och har tre barn. Alla Pols barn är adopterade, dottern Kathy och sonen Charles vid födseln och dottern Diane vid 17 års ålder, efter att ha varit Pols fosterbarn i åtta år. Pol är färgblind, vilket gör honom oförmögen att särskilja vissa färger som grönt och rött.